# Begraafplaats van Villerot
De Begraafplaats van Villerot is een gemeentelijke begraafplaats in het Belgische dorp Villerot, een deelgemeente van Saint-Ghislain (provincie Henegouwen). Deze kleine begraafplaats ligt aan de Rue des Croix op ruim 300 m ten oosten van het dorpscentrum (Église Saint-Pierre). Ze heeft een lange rechthoekige vorm en is volledig ommuurd. Een tweedelig traliehek sluit de begraafplaats af. 

## Brits oorlogsgraf
Op de begraafplaats ligt rechts van het centrale pad het graf van de Britse soldaat J.J. Quinn. Hij diende bij de 4th (Queen's Own) Hussars en sneuvelde op 9 november 1918. Zijn graf wordt onderhouden door de Commonwealth War Graves Commission en staat er geregistreerd onder Villerot Communal Cemetery.